# Trachypithecus germaini
Trachypithecus germaini is een zoogdier uit de familie van de apen van de Oude Wereld (Cercopithecidae). De wetenschappelijke naam van de soort werd voor het eerst geldig gepubliceerd door Milne-Edwards in 1876.

## Voorkomen
De soort komt voor in Zuidoost-Azië, van Myanmar en Thailand (ten noorden van het schiereiland) tot Cambodja en het zuiden van Laos en Vietnam. 